# Tamara Nossova
Pour les articles homonymes, voir Nossova.

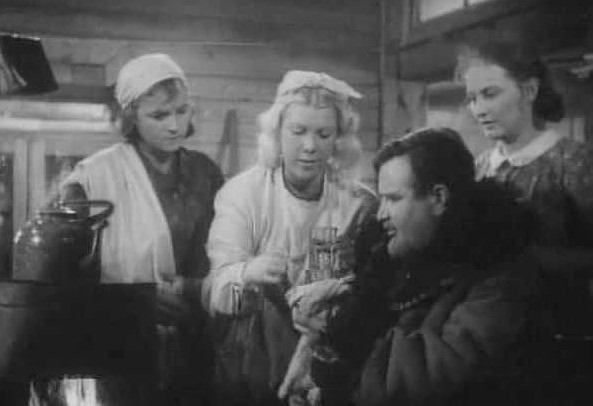
Tamara Nossova dans le film Les Pages de la vie

Tamara Makarovna Nossova (en russe : Тамара Макаровна Носова), née à Moscou (Union soviétique) le 21 novembre 1927 et morte à Moscou (Russie) le 25 mars 2007 , est une actrice russe et soviétique, artiste du peuple de la fédération de Russie en 1992.
Elle est apparue dans 27 films entre 1948 et 1999.

## Biographie
Tamara Nossova fait ses débuts aux cinéma en 1948, sous la direction de Sergueï Guerassimov dans La Jeune Garde adapté du roman éponyme d'Alexandre Fadeïev.
Sortie de l'Institut national de la cinématographie (classe de Boris Bibikov (ru) et Olga Pyjova) en 1950, elle devient actrice du Théâtre national d'acteur de cinéma.
Tamara Nosova était l'une des actrices comiques les plus célèbres du cinéma soviétique des années 1950-1960.
Depuis les années 1970, l'actrice est rarement employée. On peut remarquer son apparition dans le rôle de Donna Rosa dans la comédie Bonjour, je suis votre tante! (1975) de Viktor Titov. En 1984, dans le téléfilm de Mikhail Schweitzer Les Âmes mortes d'après le roman de Nicolas Gogol, elle joue Korobotchka.
Les dernières années, Tamara Nossova connaît la pauvreté et l'isolement. Au début du printemps 2007, elle subit un accident vasculaire cérébral. Elle meurt le 25 mars 2007 d'une ischémie cérébrale chronique. L'urne avec les cendres de l'actrice est placée dans le columbarium du cimetière Vagankovo.

## Vie privée
Tamara Nossova a été mariée à l'écrivain Vitali Goubarev (en) en 1961-1967.

## Filmographie partielle

### Au cinéma
- 1948 : La Jeune Garde (Молодая гвардия) de Sergueï Guerassimov : Valentina Filatova
- 1949 : La Chute de Berlin (Падение Берлина) de Mikhaïl Tchiaoureli : Katia
- 1953 : Bezzakonie (Беззаконие) de Constantin Youdine : Agnia
- 1956 : La Nuit de carnaval (Карнавальная ночь) d'Eldar Riazanov : Tossia Bouriguina
- 1956 : Le Géant de la steppe (Илья Муромец) d'Alexandre Ptouchko : Bermetovna
- 1957 : L'Orage de Mikhail Dubson
- 1958 : Les Nouvelles Aventures du chat botté (Новые похождения Кота в сапогах) de Alexandre Rou : Klara
- 1963 : Au royaume des miroirs déformants (Королевство кривых зеркал) d'Alexandre Rou : tante Aksal
- 1968 : Par feu et par flammes (Огонь, вода и… медные трубы) de Alexandre Rou : première beauté
- 1969 : Les Frères Karamazov (Братья Карамазовы) d'Ivan Pyryev : la fiancée de Smerdyakov
- 1983 : Tayna chyornykh drozdov (littéralement : Le Mystère des merles) de Vadim Derbeniov : Mme Crump

### À la télévision
- 1975 : Bonjour, je suis votre tante ! (	Здравствуйте, я ваша тётя!) de Viktor Titov : Donna Rosa d'Alvadorez

## Distinctions
- Ordre de l'Insigne d'honneur : 1974